# Seeligerita
La seeligerita es un mineral raro, del grupo de los yodatos. Se informó de su descubrimiento por primera vez en 1971. Lleva su nombre en honor al profesor de mineralogía Erich Seeliger, de la Universidad Técnica de Berlín, Alemania.

## Propiedades
La seeligerita es un cloroyodato de plomo, de estructura compleja, que cristaliza en el sistema ortorrómbico. Está compuesta por:
- Pb = 67,65%
- I = 13,81%
- Cl = 11,58%
- O = 6,96%

Es un mineral de color amarillo, que se encuentra como agregados de cristales formando placas. Es muy similar a la schwartzembergita, tanto químicamente como físicamente, llegando a ser diferenciable solo con un análisis químico o de rayos X.

## Ocurrencia
La seeligerita es un mineral secundario, que se forma en las zonas de oxidación de yacimientos polimetálicos con presencia de nitrato en zonas áridas. Solo se ha encontrado en unas pocas minas en la región de Antofagasta, Chile. Se halla asociado a otros minerales igualmente raros, como la schwartzembergita (cloroyodato de plomo) y la salesita (yodato de cobre).